# Gambana
Gambana (Gambana RMFP au Mali, Ganbanaxuun Fedde Armepes en Mauritanie) est un mouvement social de lutte contre l’esclavage par ascendance en Afrique de l’Ouest. L’expression désigne à la fois un slogan (signifiant « égalité ») et le mouvement lui-même.
Formé en 2017 , le mouvement rassemble les militants et militantes qui luttent dans les pays concernés et la diaspora contre l’esclavage par ascendance, notamment par l’intermédiaire des réseaux sociaux.

## Mouvement
Selon Salif Ladji Kamara, vice-président du Gambana RMFP ( Rassemblement malien pour la Fraternité et la Paix ), « Gambanaxou » signifie « égalité en droits, en dignité et en devoirs » en Soninké. Il rapproche cette définition de l’expression utilisée par la déclaration des Droits de l’Homme.
Les militants dénoncent la discrimination systémique, l’exploitation et la violence, ainsi que l’usage du mot « kome » (signifiant « esclave » en Soninké) pour désigner les catégories de populations dont les ancêtres auraient été pris en esclavage.
Pour cela, le mouvement mène des campagnes de sensibilisation en langues soninké et bambara. La coordination des différents organes et des personnes actives dans le mouvement se fait principalement à travers le réseau social WhatsApp .

## Organisations impliquées
Les organisations citées ont des degrés de structuration divers :
- ASSEP (Sénégal)
- ARMEPES-FRANCE (Mauritanie)
- Gambana RMFP (Mali)
- Gambana Junior

## Réactions au mouvement
La contestation de l’esclavage par ascendance a généré des réactions violentes. Plus de 3 000 Maliens et Maliennes assignés au statut « d’esclave » ont été chassés de leurs villages à la suite de violences liés à l’esclavage depuis 2018. Les membres du mouvement sont particulièrement ciblés par les violences et les tentatives d’intimidation dans plusieurs localités de la région de Kayes, mais les autorités nationales et internationales sont demeurées largement passives.